# 夕神星
夕神星（69 Hesperia）是第69颗被人类发现的小行星，是喬凡尼·斯基亞帕雷利于1861年4月26日发现的。夕神星的直径为138.13千米，公转周期为1879天。